# Елефант
Елефант Фердинанд односно под пуним називом -{Sturmgeschütz mit 8.8cm PaK43/2 (Sd Kfz 184)
Ferdinand, Elefant, Panzerjäger Tiger(P)}- је била немачка самохотка Другог светског рата. Представља једну од најснажнијих самохотки Другог светског рата, са јаким наоружањем и оклопом. Примарно дизајниран да служи као ловац тенкова ово возило је на почетку имало назив Фердинанд по свом аутору али је касније модификовано и названо Елефант (слон).

## Развој
За нову немачку офанзиву под шифрованим називом Цитадела Хитлер је захтевао да се уведе у наоружање ново возило које је могло да поднесе топ 88 mm ПаК 43/2 Л/71, које ће имати јак оклоп (непробојив) и које ће моћи да уништи сваки совјетски тенк. Немачки конструктор др. Фердинанд Порше (творац тенка Тигар) је свој модел презентовао Хитлеру 19. марта 1943. под називом VK4501(P). То је у суштини био Фердинандов модел који је модификован од стране Хајнкел компаније. Хитлеру се модел веома допао и наредио је да се убрза производња (да би се што више возила испоручило на фронт пред почетак офанзиве). Од почетка априла па до краја маја укупно је 90 возила било спремно за употребу. Возила су имала веома снажан предњи оклоп од 200 милиметара, што је практично било непробојно за било који противнички тенк тог времена. Касније је возило добило и један митраљез МГ-34 и назив је промењен у Елефант. Мотори су уместо првобитних Поршеових промењени у боље Мајбахове, што је дозволило да се дода још око 15 тона челика на горњи део возила (немачки тенкисти су имали веома лоше искуство са Поршеовим моторима на тенку Тигар).

## Оперативна историја
Фердинанд се захваљујући свом топу показао као ефикасне машина за уништавање тенкова на великим удаљеностима. Међутим, због пројектанске грешке, првобитна верзија није имала митраљез за заштиту од пешадије. То су искористили совјетски војници који су из близини уништавали Фердинанда молотовљевим коктелима. Фердинанди су коришћени у бици на Курску.